# Ravahere
Ravahere is een atol in de Îles Deux Groupes in het midden van de Tuamotuarchipel, in Frans-Polynesië. Het eiland ligt zo'n 2,3 km van het noordwestelijk gelegen en bewoonde Marokau. Dit atol is onbewoond.

## Geografie
Ravahere is het kleinste atol van de Îles Deux Groupes. Het atol heeft een lengte van 18,7 km en een breedte van 6,5 km. De totale landoppervlakte bedraagt 7 km², en de lagune heeft een oppervlakte van 57,5 km². Het atol valt bestuurlijk onder de deelgemeente (commune associée) Marokau en de gemeente Hikueru.

## Geschiedenis
De eerste Europeaan die de atollen Marokau en Ravahere bezocht, was Louis Antoine de Bougainville in 1768. In de 19de eeuw werd het atol Frans territorium. Er woonden toen nog ongeveer dertig mensen. Sinds die tijd werd tot in de jaren 1960 het eiland geëxploiteerd door de bewoners van Marokau die er oesters en pareloesters oogstten. Ook daarna werd het eiland nog regelmatig bezocht door de bewoners van het naburige eiland voor het maken van kopra.

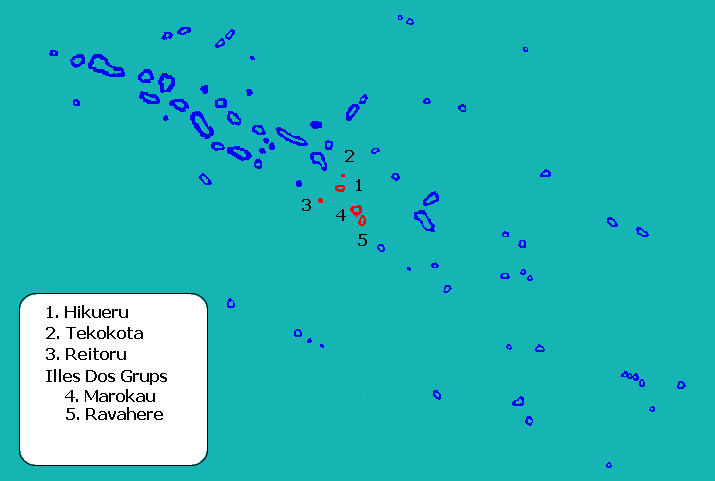
Ligging Ravahere (5) binnen Tuamotuarchipel.

## Ecologie
Er komen 36 vogelsoorten voor en zes soorten van de Rode Lijst van de IUCN waaronder de met uitsterven bedreigde hendersonstormvogel (Pterodroma atrata) en het witkeelstormvogeltje (Nesofregetta fuliginosa).
Marokau · Ravahere